# Цой, Татьяна Леонидовна
Татьяна Леонидовна Цой (род. 24 мая 1981 года) — российская пловчиха в ластах, заслуженный мастер спорта России.

## Карьера
Плаванием Татьяна Цой занимается с 1998 года, тренируется у старшего тренера бассейна «Дельфин» (Бийск) заслуженного тренера России Сергея Пивоварова.
Четырёхкратная чемпионка мира. Двукратная чемпионка Европы.
Кроме выступлений на соревнованиях Татьяна занимается с детьми в бассейне «Дельфин», консультирует их, помогает тренерам.
В 2004 году окончила Бийский технологический институт. В 2007 году защитила диссертацию на соискание степени кандидата биологических наук в АлтГТУ — Татьяна занимается исследованием и разработкой новых стимуляторов роста растений, отличающихся повышенной экологической безопасностью. Тема исследования — «Влияние сверхмалых доз комплексонатов биогенных металлов на онтогенез, урожайность и качество льна-долгунца и картофеля».